# Tilbourg
Tilbourg (en néerlandais : Tilburg ; en brabançon : Tilbörg) est une ville et commune néerlandaise, située en province de Brabant-Septentrional.
L'origine du nom de la ville se retrouve dans « Til » et « börg », cette dernière partie signifiant « ville » en brabançon — cela signifierait donc la ville de Til. En 2024, la commune de Tilbourg compte 230 357 habitants pour une superficie de 118,13 km2 dont 1,96 km2 d'eau, ce qui en fait par sa population la septième ville au niveau national et la deuxième après Eindhoven au niveau provincial. Les habitants de Tilbourg sont appelés les Tilbourgeois.

## Géographie

### Situation
- 1Carte dynamique
- 2Carte Openstreetmap
- 3Carte topographique
- 4Carte avec les communes environnantes

Tilbourg se trouve non loin de la frontière belge, sur la ligne ferroviaire de Bréda à Eindhoven. La ville marque aussi l'un des deux termini de la ligne vers Nimègue. La commune compte trois gares : Tilbourg, Tilbourg Université et Tilbourg Reeshof. De ces gares, seule la principale est desservie par les services nationaux (Intercity), les deux autres étant exclusivement desservies par des services régionaux (Sprinter). En ce qui a trait au trafic automobile, la commune est desservie par les autoroutes A58 et A65.

### Communes limitrophes
| Dongen         | Loon op Zand | Haaren Heusden |
| Gilze en Rijen | Tilbourg     | Oisterwijk     |
|                | Goirle       | Hilvarenbeek   |

## Histoire

### Temps anciens
Des traces préhistoriques d'habitation dans l'actuelle Tilburg ont été trouvées dans la zone industrielle de Kraaiven et remontent à 9000 av. J.-C. La science actuelle suppose qu'il s'agissait de chasseurs-cueilleurs itinérants de la culture Federmesser.
Au carrefour de nombreuses voies et chemins anciens, Tilbourg est attestée par les archives dès 709 plutôt comme un lieu de passage rural des troupeaux et des voyageurs surveillés par des antiques « castra préservés » que comme une ville. Elle semble s'être tardivement urbanisée sous la houlette des seigneurs locaux au XIe siècle. La noblesse locale tente toujours d'accaparer les taxes et droits des nombreux péages, mais perd ensuite rapidement l'emprise grâce à l'essor urbain dirigé par des bourgeois au XIIe siècle.
Le nom de Tilburg apparaît clairement dans le Liber aureus de 1191.

### Moyen Âge
La tradition textile de Tilbourg est ancienne, en particulier sa renommée par le travail de la laine. Tilbourg fait partie des puissantes villes du Brabant qui influencent la politique de l'Europe occidentale, parfois de manière violente entre Angleterre et France, à partir du XIVe siècle.

### Époque moderne
Dès 1815, avec la réunion imposée par le traité de Vienne du royaume de Hollande avec les anciens Pays-Bas autrichiens et la principauté de Liège, sous l'autorité monarchique de Guillaume de Hollande, le Brabant néerlandais se trouve dans une position privilégiée et notamment l'axe routier prépondérant passant par Tilbourg. La ville bénéficie également de l'attention et des largesses du prince héritier Guillaume. Mais ce prince, responsable de la politique dans les anciens pays catholiques, est chassé par la Révolution amenant la création de la Belgique. Tentant d'abord reconquérir son « apanage catholique », il fait de Tilbourg l'une de ses résidences préférées.
Tilbourg, nœud ferroviaire important à partir de 1860, devient plus tard un centre de maintenance de locomotives à vapeur et des voies ferrées. À la fin du XIXe siècle, Tilbourg est une ville industrielle prospère marquée par ses nombreuses filatures et brasseries. La vitalité démographique catholique n'est pas étrangère à sa rapide croissance après 1880. L'université de Tilbourg (Universiteit van Tilburg) est fondée par Martinus Cobbenhagen en 1927 en tant que Roomsch Katholieke Handelshoogeschool.

## Galerie

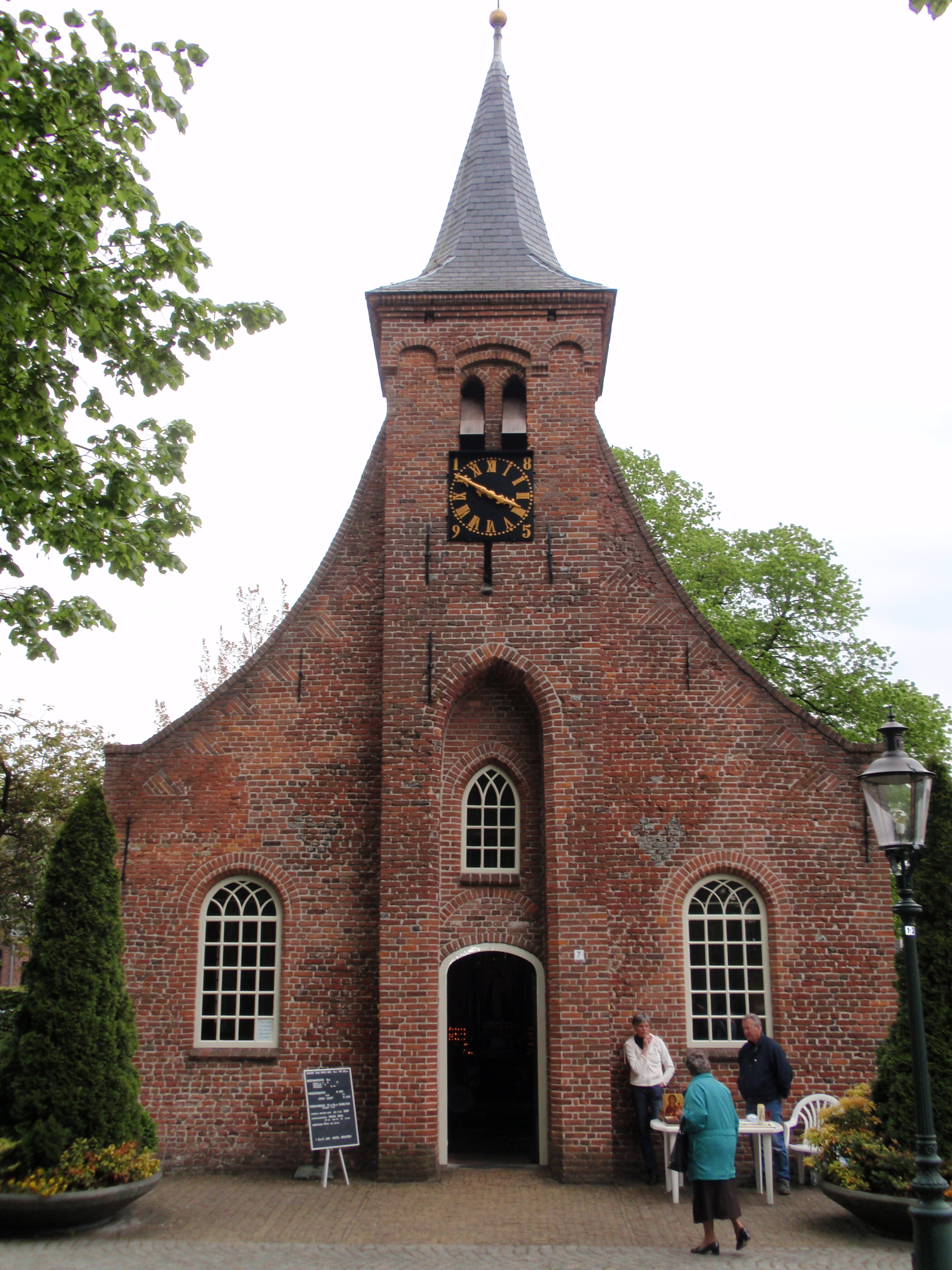
La Hasseltse Kapel, datant de 1536.
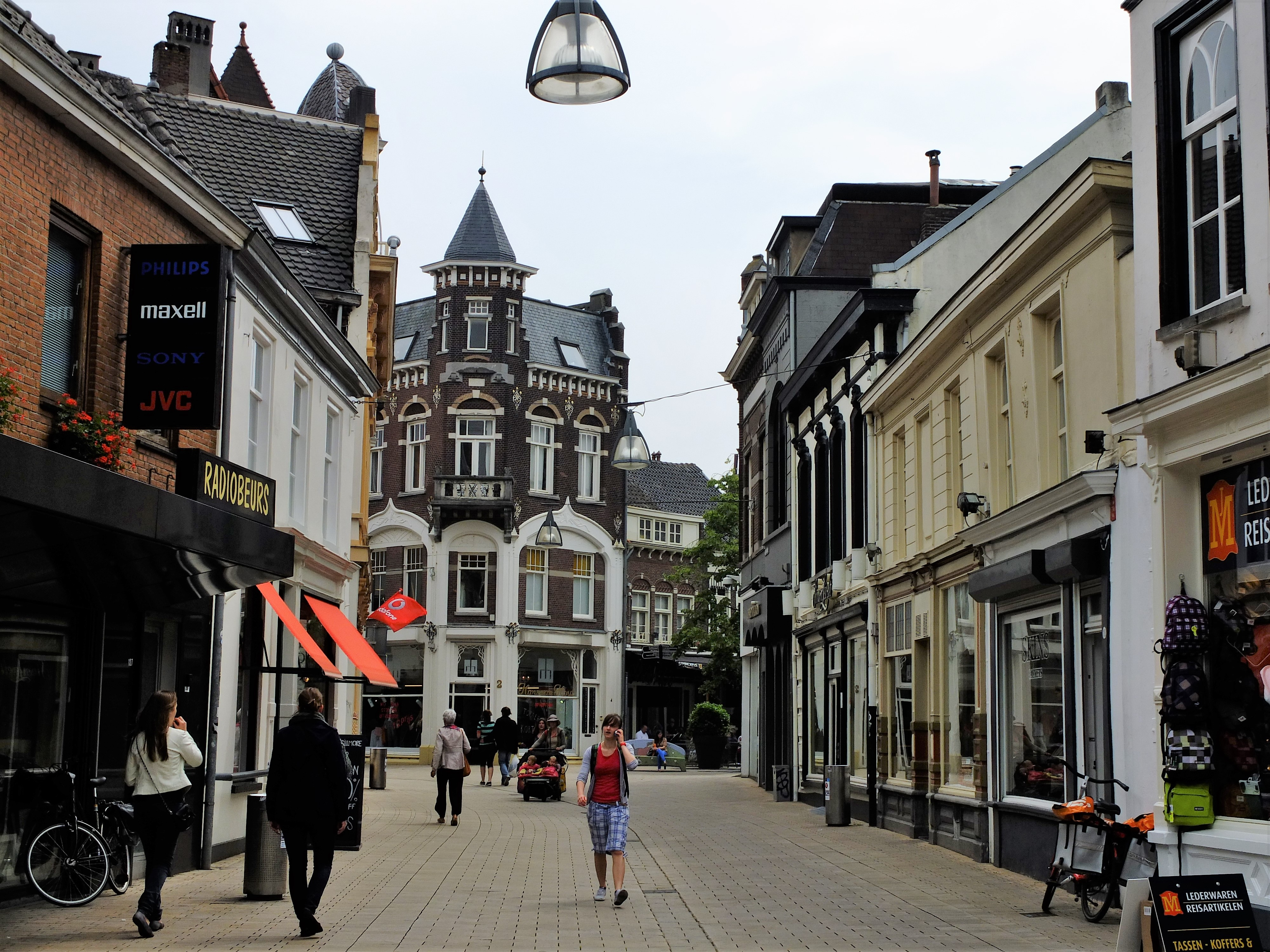
Centre-ville (Heuvelstraat).
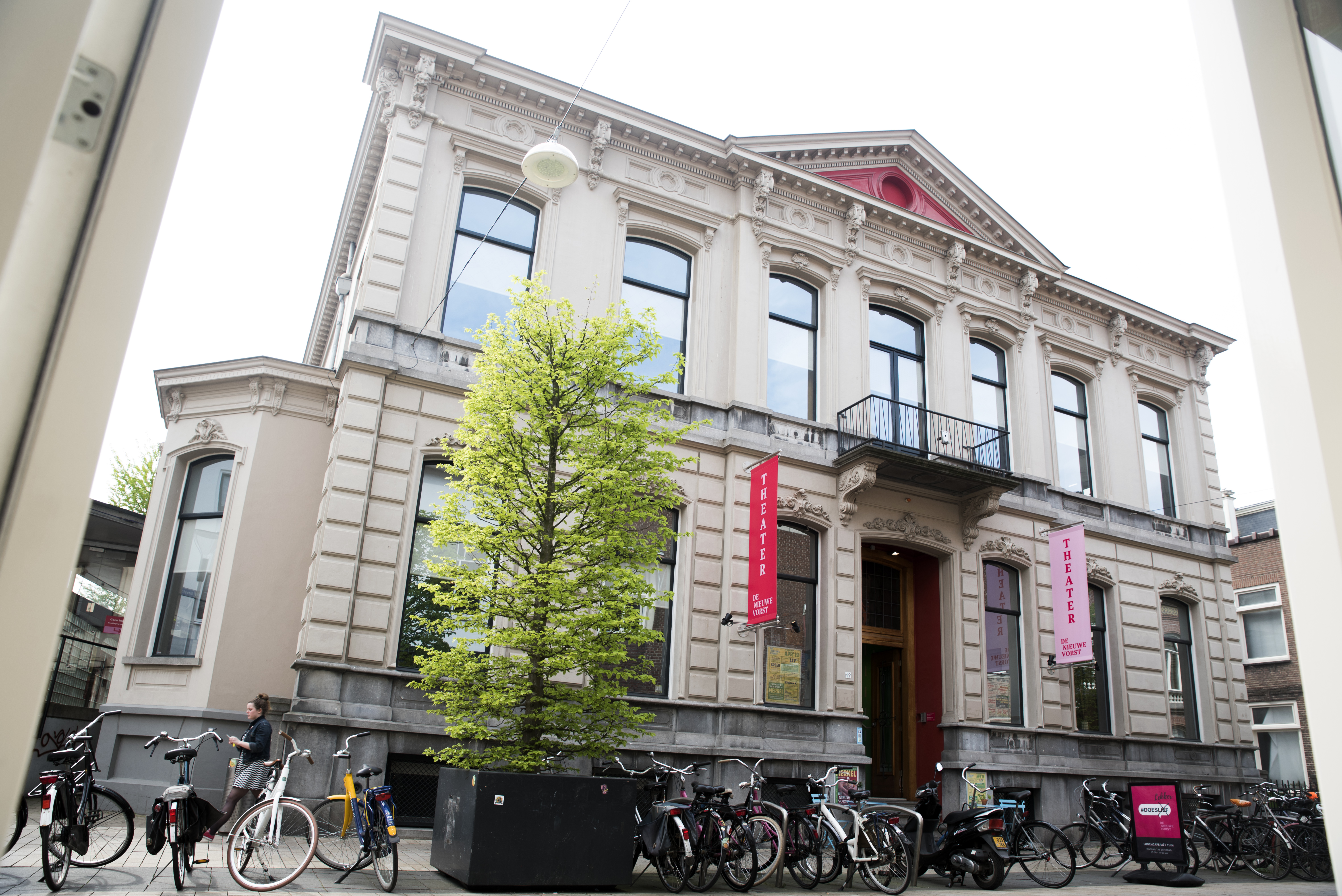
Le théâtre De Nieuwe Vorst, datant de 1870.
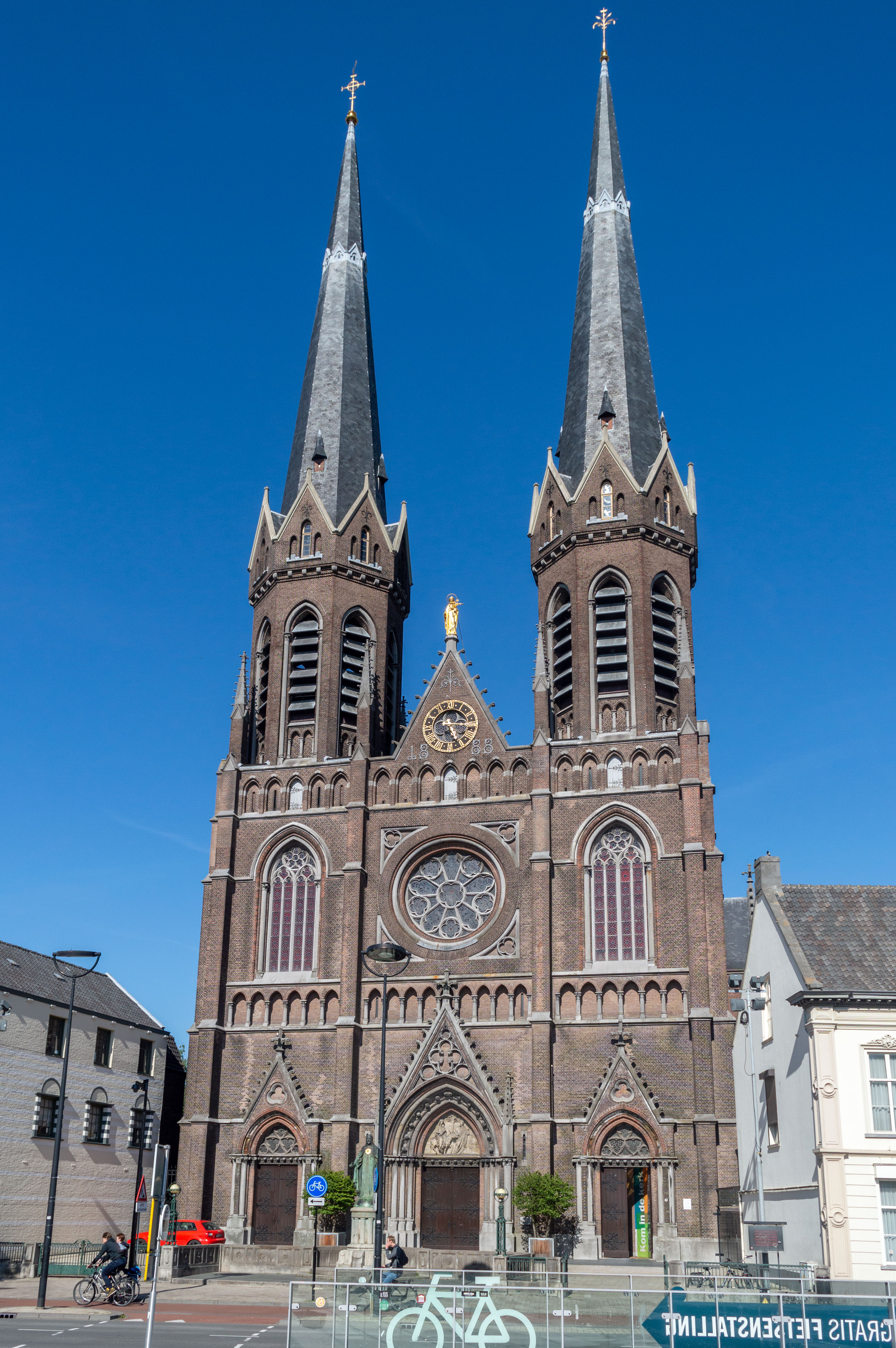
Église d'Heuvel

## Démographie
La commune actuelle, incluant les villages de Berkel-Enschot et d'Udenhout au nord-est, compte plus de 210 000 habitants. Il s'agit de la deuxième entité urbaine du Brabant-Septentrional et septième des Pays-Bas. L'aire métropolitaine incluant en particulier Goirle dépasse les 300 000 habitants.

### Historique de la population
|      | Commune | Agglomération | Aire urbaine |
| ---- | ------- | ------------- | ------------ |
| 1960 | 136 991 | 146 019       | 178 072      |
| 1970 | 152 589 | 164 017       | 202 708      |
| 1980 | 151 799 | 168 137       | 214 123      |
| 1990 | 156 421 | 175 366       | 226 482      |
| 2000 | 193 116 | 215 419       | 279 654      |
| 2009 | 203 464 | 225 930       | 292 498      |

### Origines des habitants
|                             | Nombre  | Pourcentage |
| --------------------------- | ------- | ----------- |
| Autochtones                 | 157 774 | 77,54       |
| Allochtones occidentaux     | 17 602  | 8,65        |
| Allochtones non occidentaux | 28 111  | 13,81       |
| Turquie                     | 8 100   | 3,8         |
| Maroc                       | 6 103   | 2,7         |
| Indonésie                   | 5 077   | 2,5         |
| Antilles néerlandaises      | 4 333   | 2,1         |
| Suriname                    | 3 315   | 1,6         |
| Somalie                     | 1 159   | 0,6         |
| Autres                      | 20 811  | 10,1        |

## Personnalités liées à la ville
Parmi les personnalités liées à la ville se trouvent :
- le bienheureux Pierre Donders (Peerke Donders) (1809-1887), missionnaire au Suriname et apôtre des lépreux est né à Tilbourg (où il a sa statue) ;
- François Janssens (1843-1897), prêtre catholique néerlandais et archevêque de la Nouvelle-Orléans est né à Tilbourg ;
- le roi Guillaume II meurt à Tilbourg en 1849 ;
- Yvonne Coldeweijer, actrice, auteure-compositrice-interprète, présentatrice et blogueuse néerlandaise, y est née.
- Vincent van Gogh passe un an et demi au collège Guillaume II à Tilbourg, jusqu'à ses 15 ans. En mars 1868, il quitte précipitamment l'établissement pour retourner chez ses parents à Zundert ;
- le groupe Krezip est originaire de Tilbourg ;
- les cyclistes Stef Clement et Sam Oomen sont nés à Tilbourg ;
- l'astronaute commercial Oliver Daemen est né à Tilbourg.
- Eelco Smits, acteur néerlandais est né à Tilbourg.
- Najib El Allouchi (1988-) joueur néerlandais de futsal, y est né.

## Culture
La ville accueille plusieurs festivals de renommée mondiale :
- Incubate, festival multidisciplinaire ayant lieu à Tilbourg ;
- Roadburn Festival, festival de musique consacré principalement au rock psychédélique, au stoner rock et au doom metal ;
- Neurotic Deathfest puis Netherlands Deathfest, festival de metal extrême.

On y trouve en outre le Musée d'art contemporain De Pont.